# 达维德·马嫩蒂
达维德·马嫩蒂（義大利語：Davide Manenti，1989年4月16日—），意大利男子田径运动员。他曾代表意大利参加2012年和2016年夏季奥林匹克运动会田径比赛，两届比赛均未能收获奖牌。